# Frederick William Franz
Frederick William Franz (12. září 1893 Covington, Kentucky, USA–22. prosince 1992) byl čtvrtým prezidentem Biblické a traktátní společnosti Strážná věž a členem vedoucího sboru Svědků Jehovových, tzv. „věrného a rozvážného otroka“, strýc Raymonda Franze.

## Život a kariéra
Narodil se v presbyteriánské rodině. V letech 1945–1977 byl viceprezidentem organizace. Byl vzdělán v biblických jazycích. Zemřel na kardiopulmonální zástavu.